# Baron Dulverton

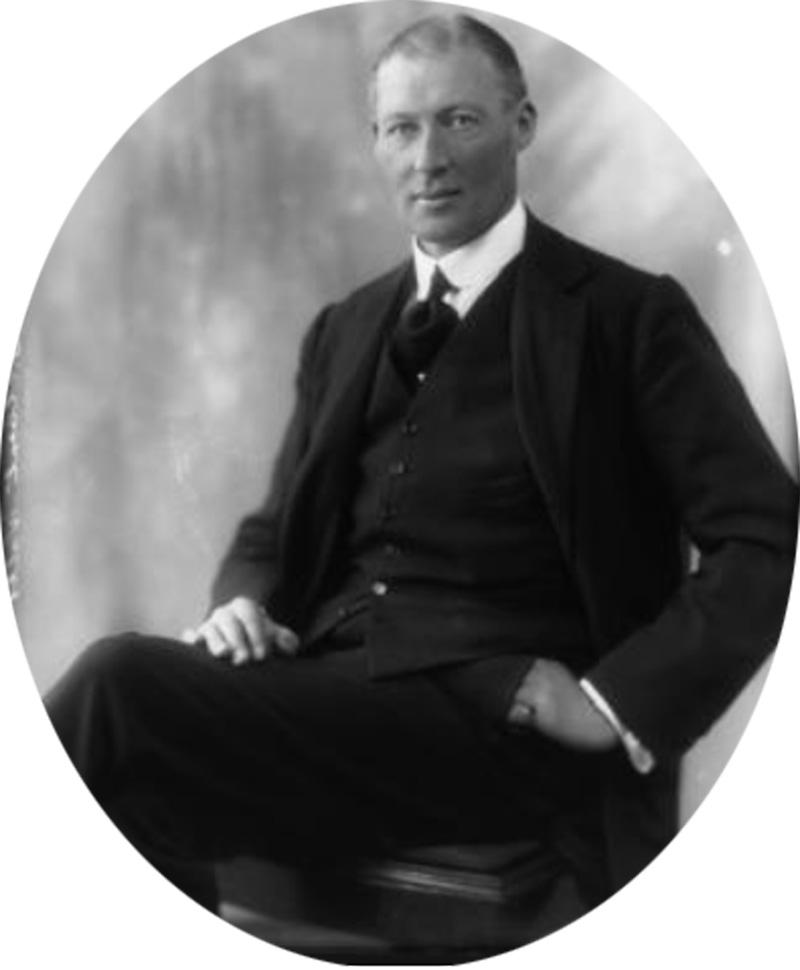
Gilbert Wills, 1. Baron Dulverton

Baron Dulverton, of Batsford in the County of Gloucester, ist ein erblicher britischer Adelstitel in der Peerage of the United Kingdom.
Familiensitz der Barone ist Batsford Park bei Moreton-in-Marsh in Gloucestershire.

## Verleihung
Der Titel wurde am 8. Juli 1929 für den Unternehmer und konservativen Unterhausabgeordneten Sir Gilbert Wills, 2. Baronet, geschaffen. Er hatte bereits 1909 von seinem Vater den Titel Baronet, of Northmoor in the County of Somerset and of Manor Heath in the County of Hampshire, geerbt, der diesem am 15. Februar 1897 in der Baronetage of the United Kingdom verliehen worden war.
Heutiger Titelinhaber ist seit 1992 sein Enkel Michael Wills, 3. Baron Dulverton.

## Liste der Barone Dulverton (1929)
- Gilbert Wills, 1. Baron Dulverton (1880–1956)
- Anthony Wills, 2. Baron Dulverton (1915–1992)
- Michael Wills, 3. Baron Dulverton (* 1944)

Titelerbe (Heir Apparent) ist der Sohn des aktuellen Titelinhabers, Hon. Robert Wills (* 1983).